# Церковь Николая Чудотворца (Андрюшино)
Церковь Николая Чудотворца — православный храм в селе Андрюшино, Свердловской области.
Решением Исполнительного комитета Свердловского областного Совета народных депутатов № 75 от 18 февраля 1991 года присвоен статус памятника архитектуры регионального значения.

## Описание
В 1911 году на средства Переселенческого управления была построена деревянная, однопрестольная церковь, которая была освящена во имя святого Николая, архиепископа Мирликийского. Здание расположено в западной части села.
По данным на 1913 год к приходу церкви относились следующие населённые пункты: Казанцева, Костюрский, Тимьяр, Ольгушино, Средне-Анепский, Междуреченский, Сионская Гора, Нижнетагильский. Всего в приходе было 116 дворов, 709 прихожан. По данным клировых ведомостей по Туринскому уезду за 1916 год, к приходу Андрюшинской церкви относились жители посёлков Казанцевский, Междуреченский, Мочальный, Средне-Анепский, Тимьярский, Неулинский, Костюрский, Сионская Гора, Ворошинский, Нижне-Ташинский. В приходе было 326 дворов и 1874 прихожанина.
Архитектурное исполнение является примером сочетания традиционных форм деревянного зодчества с элементами модерна в отдельных деталях. Строительные работы выполнены туринскими плотниками.
Сруб трёхчастный в плане, состоит из квадрата храма и прямоугольников паперти и алтаря. Над папертью располагалась звонница (утрачена). С запада к паперти примыкает крыльцо. Храмовый объём имеет крутую двускатную кровлю; завершение с главкой утрачено. Кровля паперти также на два ската, у апсиды — трёхскатная, над ней — главка. Простые оконные обрамления лишены резьбы, но наделены карнизами. Выделяется среднее западное окно паперти, с проёмом сложных очертаний.
В настоящее время здание не восстанавливается.